# Великий Могол (фильм)
«Великий Могол» (хинди मुग़ल-ए आज़म, Mughal-e-Azam, урду مغلِ اعظم‎, англ. The Greatest of the Mughals) — индийская мелодрама 1960 года режиссёра К. Азифа. По результатам проката ему был присвоен статус «Блокбастер на все времена». Удерживал статус самого кассового фильма Индии в течение пятнадцати лет вплоть до выхода киноленты «Месть и закон» в 1975 году. Лучший фильм 1960 года, по мнению Filmfare Awards.

## Сюжет
У императора Акбара и королевы Джодхи родился долгожданный сын Салим. С годами принц стал смелым воином. Салим влюбляется в танцовщицу Анаркали и хочет жениться на ней. Однако его отец против этого брака и бросает Анаркали в темницу, но она, несмотря на тюремное заключение, отказывается отвергнуть Салима. Салим восстает против Акбара, терпит поражение в бою, но успевает освободить возлюбленную, и отец приговаривает его к смертной казни. Чтобы спасти Салима, Анаркали возвращается во дворец. Акбар выполняет её предсмертное желание — она проводит ночь наедине с Салимом, а утром даёт ему снотворное. Анаркали живьём замуровывают в стену, но Акбар освобождает её и берёт с неё обещание навсегда покинуть пределы империи.

## В ролях
| Актёр             | Роль                     |
| ----------------- | ------------------------ |
| Притхвирадж Капур | император Акбар          |
| Мадхубала         | Анаркали                 |
| Дилип Кумар       | Нураиддин Мохаммад Салим |
| Дурга Кхоте       | Махарани Джодха Бай      |
| Нигар Султана     | Бахар                    |
| Аджит             | Дурджан Сингх            |
| М. Кумар          | скульптор                |
| Мурад             | Раджа Манн Сингх         |
| Джиллу Ма         | мать Анаркали            |
| Виджаялакшми      |                          |
| С. Назир          |                          |

## Производство
Урду-язычный драматург Имтиаз Али Тадж написал пьесу об истории любви Салима и Анаркали в 1922 году, в большей степени основанную на легенде XVI века, чем на фактах. После того, как пьеса была поставлена, последовали экранные версии. Первым стал немой фильм «Анаркали», снятый Ардеширом Ирани в 1928 году, и переделанный в звук в 1935. В начале 1940-х годов вдохновленный «Анаркали» продюсер Шираз Али Хаким и молодой режиссер Каримуддин Асиф, запланировали сделать ещё одну экранизацию, под названием Mughal-e-Azam. Они наняли четырех писателей на урду для разработки сценария и диалога: Амана (отец Зинат Аман, также известен как Аманулла Хан), Ваджахат Мирза, Камал Амрохи и Эсан Ризви. Неизвестно, как писатели сотрудничали или делились своими наработками, но в 2010 году Times of India заявила, что их «мастерство над поэтическим идиомой и выражением урду присутствует в каждой строке, придавая фильму его богатые сюжеты и замысловатость». Когда сценарий был близок к завершению, Асиф выбрал Чандра Мохана, Д. К. Сапру и Наргис на роли Акбара, Салима и Анаркали соответственно. Съемки начались в 1946 году в студии Bombay Talkies.
Проект столкнулся с многочисленными препятствиями, включая его временное прекращение. Политическая напряженность и общественные беспорядки вокруг раздела Индии в 1947 году и обретения независимости остановили производство. Вскоре после раздела Шираз Али иммигрировал в Пакистан, оставив Асифа финансистом. Чандра Мохан перенес сердечный приступ и умер в 1949 году. Шираз Али ранее говорил, что деловой магнат Шапурджи Паллонджи может финансировать этот проект. Хотя Паллонджи ничего не знал о кинопроизводстве, в 1950 году он согласился снять фильм с интересом к истории Акбара. Производство было возобновлено с новыми идеями.
Полагая, что фильм был отменен, Камал Амрохи, один из сценаристов, который также был режиссером, планировал снять фильм на ту же тему. Столкнувшись с Асифом, он согласился отложить проект. Другим несвязанным кинопроизводством, основанным на той же пьесе была «Анаркали» Нандлала Джасвантлала, в главных ролях Бина Рай и Прадип Кумар, ставшая самым кассовым фильмом Болливуда 1953 года.
Асиф первоначально отверг Дилипа Кумара в роли принца Салима. Кумар не хотел сниматься в историческом фильме, но принял роль по настоянию продюсера. По словам Кумара, «Асиф доверял мне достаточно, чтобы полностью передать мне очертания Салима». Кумар столкнулся с трудностями во время съёмок в Раджастхане из-за жары и доспехов, которые он носил. Роль Анаркали была сначала предложена певице и актрисе Сурайе, но позже пошла к Мадхубале, которая жаждала значительной роли. Мадхубала страдала врожденным пороком сердца, что было одной из причин, почему она иногда теряла сознание на съемочной площадке. Она также заработала ссадины на коже во время съемок сцен в тюрьме, но была полна решимости закончить фильм
Чтобы стать персонажем императора Акбара, Притхвирадж Капур, как сообщалось, «полностью полагался на сценарий и режиссера». До грима он говорил: «Prithviraj Kapoor ab jaa rahaa hai» («Притхвирадж Капур сейчас идет»), а после грима: «Akbar ab aa rahaa hai» («Акбар сейчас грядет»). Капур столкнулся с трудностями в своих тяжелых костюмах и страдал от волдырей на ногах после прогулки босиком по пустыне. Ланс Дейн, фотограф, который был на съемочной площадке во время съемок, вспоминал, что Капур изо всех сил пытался вспомнить свои строки в некоторых сценах. Он упомянул одну сцену, в которой Капуру потребовалось 19 дублей, чтобы сделать всё правильно. Во время съёмок Асиф велел Капуру, который сидел на диете, восстановить потерянный вес для своего изображения Акбара. Дурга Кхотэ сыграла роль жены Акбара Джодхабай, а Нигяр Султану — танцовщика Бахара. Закир Хуссейн, который впоследствии стал опытным музыкантом табла, первоначально рассматривался на роль молодого принца Салима, но она стала дебютной ролью для Джалала Агха, сына комедианта Агхи, который позже присутствовал в песне «Mehbooba Mehbooba» из фильма «Месть и закон» (1975).

## Саундтрек
Все тексты написаны Шакилом Бадаюни, вся музыка написана Наушадом.
| №                   | Название                     | Исполнители                  | Длительность |
| ------------------- | ---------------------------- | ---------------------------- | ------------ |
| 1.                  | «Mohe Panghat Pe»            | Лата Мангешкар               | 4:02         |
| 2.                  | «Pyar Kiya To Darna Kya»     | Лата Мангешкар               | 6:21         |
| 3.                  | «Mohabbat Ki Jhooti»         | Лата Мангешкар               | 2:40         |
| 4.                  | «Humen Kash Tumse Mohabbat»  | Лата Мангешкар               | 3:08         |
| 5.                  | «Bekas Pe Karam Keejeye»     | Лата Мангешкар               | 3:52         |
| 6.                  | «Teri Mehfil Mein»           | Лата Мангешкар, Шамшад Бегум | 5:05         |
| 7.                  | «Ye Dil Ki Lagi»             | Лата Мангешкар               | 3:50         |
| 8.                  | «Ae Ishq Yeh Sab Duniyawale» | Лата Мангешкар               | 4:17         |
| 9.                  | «Khuda Nigehbaan»            | Лата Мангешкар               | 2:52         |
| 10.                 | «Ae Mohabbat Zindabad»       | Мохаммед Рафи                | 5:03         |
| 11.                 | «Prem Jogan Ban Ke»          | Баде Гулам Али Хан           | 5:03         |
| 12.                 | «Shubh Din Aayo Raj Dulara»  | Баде Гулам Али Хан           | 2:49         |
| Общая длительность: | Общая длительность:          | Общая длительность:          | 49:02        |

## Критика
Автор Ашиш Нанди прокомментировал поэтическое качество диалогов, сказав, что «герои „Великого Могола“ не просто говорят — они делают общее более изящным, они очищают его, они кристаллизуют его во множество огранённых и сверкающих драгоценных камней, они делают поэзию повседневным языком».

## Награды и номинации
- Национальная кинопремия за лучший фильм на хинди[7]

Filmfare Awards
- Награда в категории «Лучший фильм» — К. Азиф
- Награда в категории «Лучший автор диалогов» — Аман, Камал Амрохи, Ваджахат Мирза, Эхсан Ризви
- Награда в категории «Лучшая операторская работа» — Р. Д. Матхур
  - Номинация в категории «Лучшая актриса» — Мадхубала
  - Номинация в категории «Лучший режиссёр» — К. Азиф
  - Номинация в категории «Лучший автор песен» — Шакил Бадаюни, за песню «Pyar Kiya To Darna Kya»
  - Номинация в категории «Лучший автор музыки» — Наушад
  - Номинация в категории «Лучший закадровый вокал» — Лата Мангешкар, за песню «Pyar Kiya To Darna Kya»